# 기르네구

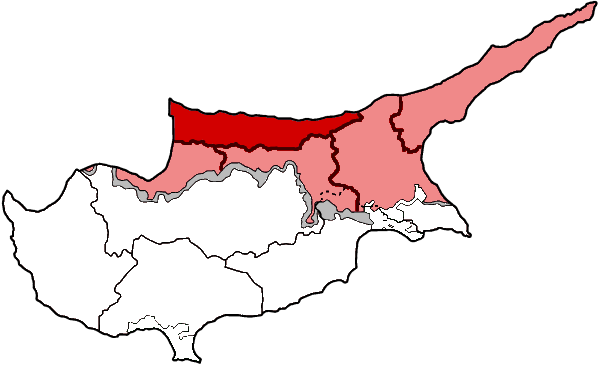
기르네구의 위치

기르네구(튀르키예어: Girne İlçesi)는 북키프로스의 구로 행정 중심지는 키레니아(터키어 이름은 기르네)이며 인구는 73,577명(2011년 기준)이다. 2개 소관구(Girne, Çamlıbel)를 관할한다.

## 같이 보기
- 키프로스의 구
- 북키프로스의 구
- 키레니아구